# Триндад, Армандо
Его Высокопреосвященство архиепископ Армандо Триндад (англ. Armando Trindade, 25 октября 1927, Карачи, Британская Индия — 31 июля 2000 года, Пакистан) — католический прелат, ординарий архиепархии Лахора.

## Биография
Армандо Триндад родился 25 октября 1927 года в Карачи, Британская Индия. После получения среднего образования поступил в семинарию в городе Канди, Шри-Ланка. Армандо Триндад был рукоположён 6 мая 1950 года в священника. Закончил Оксфордский университет в Великобритании и Стэнфордский университет в США, получив научную степень доктора наук.
До 1962 года работал директором Высшей школы святого Лаврентия в Карачи. С 1973 года работал в Карачи директором английской Высшей школы святого Павла.
5 июля 1973 года Римский папа Павел VI назначил Армандо Триндада титулярным епископом Тубусупту и вспомогательным епископом архиепархии Лахора. 7 октября 1973 года был рукоположён в епископа.
10 июля 1975 года был назначен епископом Лахора. 23 апреля 1994 года епархия Лахора была возведена в ранг архиепархии и Армандо Триндаду был присвоен титул архиепископа.
23 апреля 1994 года Армандо Триндад ушёл на пенсию.
C 1994 по 2000 год был председателем Конференции католических епископов Пакистана.